# Žiberci
Žiberci so naselje v Občini Apače.